# Unabhängige Flugbegleiter Organisation
Die Unabhängige Flugbegleiter Organisation (UFO) e. V. ist eine Fachgewerkschaft für das Kabinenpersonal in der deutschen kommerziellen Luftfahrt mit Sitz in Mörfelden-Walldorf bei Frankfurt am Main. Die UFO hat nach eigenen Angaben über zehntausend Mitglieder und einen Organisationsgrad von über 70 Prozent.
Die Interessengemeinschaft versteht sich seit Juli 2002 als Tarifpartner der Lufthansa und weiterer Fluggesellschaften wie Condor Flugdienst, Eurowings und Lufthansa CityLine.
Seit dem Jahr 2000 handelt es sich um eine Gewerkschaft. Der Vorstand besteht aus sieben Mitgliedern.

## Geschichte
Die UFO wurde 1992 von DAG- sowie ÖTV-Mitgliedern des Kabinenpersonals der Lufthansa als Berufsverband gegründet. Die Motivation der Kabinenmitarbeiter zur Gründung der UFO ergab sich daraus, dass sich diese insbesondere bei den Arbeitszeitregelungen durch die damaligen Gewerkschaften DAG und ÖTV nicht ausreichend gut vertreten fühlten.
Der erste Tarifvertrag mit UFO-Beteiligung wurde im Jahr 1999 in Zusammenarbeit mit der DHV für das Kabinenpersonal der LTU geschlossen. Nach der Anerkennung der UFO als Tarifpartner für das Lufthansa-Kabinenpersonal und dem Abschluss eines entsprechenden Tarifvertrags im Jahr 2002 etablierte sich die UFO durch den Abschluss von Tarifverträgen auch in den Betrieben von Augsburg Airways, Lufthansa CityLine, Condor, Condor Berlin, Germanwings, Eurowings sowie bei der LTU als Tarifpartner.

## Streikmaßnahmen
Vom 31. August bis 4. September 2012 führte die UFO bei der Deutschen Lufthansa (DLH) einen deutschlandweiten Streik für mehr Lohn und gegen Auslagerungen von Betriebsteilen, Fremdbereederung und die Beschäftigung von Leiharbeitern durch.
Nachdem die DLH ihrerseits erklärte, auf Leiharbeit in der Kabine verzichten zu wollen, wurde eine Schlichtung unter der Leitung von Bert Rürup vereinbart, in deren Rahmen es zu einem Ergebnis kam. Die Mitglieder der UFO bei der DLH konnten über dieses Ergebnis bis zum 10. Dezember 2012 abstimmen.
Die Schlichtung wurde mit 85 % angenommen.
Im Jahre 2015 führte die UFO bei der Deutschen Lufthansa einen Streik aus. Die acht Tage andauernde Arbeitsniederlegung stellte den bisher längsten Streik in der Lufthansa-Geschichte dar.
2016 rief die Gewerkschaft sowohl bei Germanwings (GWI) als auch bei Eurowings (EWG) zu Warnstreiks auf. Die jeweiligen Arbeitsniederlegungen dauerten 24 Stunden.
Im Januar 2020 kündigte die UFO einen „deutlich ausgeweiteten“ Arbeitskampf bei Lufthansa an. Wenige Tage danach nahm die Gewerkschaft ihre Drohungen zurück, nachdem Lufthansa erneute Verhandlungen anbot.

## Organisationsstruktur
Die Mitgliedschaft der UFO besteht aus Kabinenpersonal von deutschen sowie aus Deutschland heraus operierenden Luftfahrtunternehmen. Das höchste Organ der UFO ist die Mitgliederversammlung, welche mindestens einmal jährlich abgehalten wird. Der Vorstand der UFO besteht aus bis zu sieben von der Mitgliedschaft gewählten Vorständen und vertritt die UFO nach außen. Dabei regelt die Satzung der UFO, dass im Vorstand Vertreter aus unterschiedlich großen Airlines sind. Somit ist sichergestellt, dass die Interessen des Kabinenpersonals aller deutschen Airlines angemessen vertreten werden. Ehrenamtlich tätige Tarifkommissionen werden für jede Airline, in der UFO tarifiert, direkt aus der Mitgliedschaft gewählt. Unterstützt werden die in der UFO aktiven Flugbegleiter und Purser von hauptamtlichen Mitarbeitern u. a. in den Bereichen Mitgliederbetreuung, Tarifpolitik, Berufspolitik, sowie PR und Marketing. Drei Arbeitsgruppen, in denen sich hauptamtliche Mitarbeiter sowie auch Mitglieder der Organisation engagieren, betreuen die Bereiche Berufsbild und IHK-Weiterbildung, Gesundheit und Flugsicherheit.

## Vorstandsvorsitzende der UFO seit ihrer Gründung
| Vorsitzende(r) des Vorstands | von  | bis  |
| ---------------------------- | ---- | ---- |
| Klaus Behnke                 | 1992 | 1995 |
| Ludwig Strohmer              | 1996 | 1997 |
| Mirco Vorwerk                | 1997 | 2007 |
| Markus Konstantin Beyer      | 2007 | 2007 |
| Wolfgang Heriban             | 2007 | 2010 |
| Simon Reimann                | 2010 | 2012 |
| Nicoley Baublies             | 2012 | 2016 |
| Alexander Behrens            | 2016 | 2018 |
| Nicoley Baublies             | 2018 | 2019 |
| Sylvia De la Cruz            | 2019 | 2020 |
| Daniel Flohr                 | 2020 | 2021 |
| Anja Bronstert               | 2021 | 2021 |
| Daniel Kassa Mbuambi         | 2021 | 2023 |
| Joachim Vázquez Bürger       | 2023 | …    |

## Staatsanwaltschaftliche Ermittlungen gegen UFO-Funktionäre
2018 enthüllte Der Spiegel, dass es Ermittlungen gegen UFO-Funktionäre gebe. Dabei gehe es um Abrechnungen „von Dienstwagen und Dienstreisen, Champagner- und Austern-Gelage auf UFO-Kosten oder eine Privatwohnung, die als Gewerkschaftsbüro vermietet wurde“ sowie „um persönliche Bereicherung zulasten der Mitglieder“.
Die Vorgänge spielten auf einer Mitgliederversammlung am 21. November 2018 eine zentrale Rolle. Ex-UFO-Chef und Lufthansa-Aufsichtsrat Alexander Behrens soll eine UFO-Kreditkarte seit geraumer Zeit unzulässigerweise für private Flüge und Mietwagenrechnungen benutzt haben. Auch üppige Spesen für Restaurantbesuche ohne Bezug zur UFO sollen abgerechnet worden sein – inklusive Austern und Champagner. Behrens soll zudem Reisekosten abgerechnet haben, obwohl ihm die UFO zeitweise Zuschüsse zu einer Zweitwohnung an ihrem Sitz in Walldorf bezahlte.
Behrens’ Rechtsanwalt sagte gegenüber dem Spiegel: „Wir werden die Vorwürfe umfänglich aufarbeiten und zeigen, dass nicht eine einzelne Person an den Pranger gestellt gehört. Es gibt politische Hintergründe innerhalb des UFO-Vorstands, weshalb es diese gezielten Anschuldigungen gibt.“
Gemeinsam mit UFO-Vorstandsmitglied Christoph Drescher soll Behrens zudem teure Berater engagiert haben – ohne dass ein Vorstandsbeschluss dazu vorlag. Drescher ist im UFO-Vorstand für internationale Beziehungen und Lobbyarbeit zuständig. Ihm wird vorgeworfen, die Berliner Wohnung seines Ehepartners auf Kosten der Gewerkschaft zu überhöhten Preisen als Büro angemietet zu haben. Die Gewerkschaft soll sich ohne offiziellen Vorstandsbeschluss auch an happigen Renovierungskosten großzügig beteiligt haben. Drescher versichert, die Wohnung sei „in der besten Absicht, UFO eine möglichst kostengünstige Hauptstadtniederlassung zu ermöglichen“ angemietet worden. Dies habe zu Missverständnissen geführt. Deshalb sei der Mietvertrag zu Ende Oktober 2018 gekündigt worden, „geleistete Überzahlungen“ wären inzwischen beglichen.
In einem anderen Fall wurde ein gegen Alexander Behrens sowie Nicoley Baublies eingeleitetes Verfahren wegen Betrugs und Untreue mangels Tatverdacht eingestellt. Es gebe „keine hinreichenden Anhaltspunkte für bewusste Täuschungshandlungen“, so die Frankfurter Ermittler gegenüber dem Spiegel. Auch diese Untersuchungen waren im Dezember 2018 eingeleitet worden, weil Baublies und Behrens neben ihren Lufthansa-Gehältern auch Bezüge von der UFO erhalten hatten; daraufhin forderte Lufthansa insgesamt fast 300.000 Euro von den beiden zurück. Lufthansa argumentierte, dass die Beschuldigten bewusst den Antrag auf Freistellungen unterlassen hatten, um der UFO einen finanziellen Vorteil zukommen zu lassen.